# 路易斯·吉爾伯特
路易斯·吉爾伯特，CBE（英語：Lewis Gilbert，1920年3月6日—2018年2月23日），是一位英國出身的電影導演。

## 主要電影作品
- 擊沉俾斯麥號（1960年）
- 007：雷霆谷（1967年）
- 007：海底城（1977年）
- 007：太空城（1979年）

## 外部連結
- 路易斯·吉爾伯特在互联网电影资料库（IMDb）上的資料（英文）